# Excroissance
Une excroissance est une protubérance ou saillie qui sort du corps d'un être vivant. (En dehors de celle-ci, qui a le statut d'ébauche oubliée, toutes les définitions de ce mot trouvées dans une recherche Google emploient le mot tumeur et donc énoncent le caractère anormal d'un excroissance. La définition donnée ici laisse à tort penser qu'une excroissance pourrait avoir un caractère normal).
Le phénomène peut survenir en dehors du cadre de la croissance biologique normale (cas de boutons, de galle, des broussins (loupes), etc.)